# 玄天阁
玄天阁，位于中国云南省丽江市古城区大研街道北门社区教育路468号金虹中学内，始建于清代，供奉生殖崇拜，现为金虹中学展览馆和办公室。
2012年10月26日，玄天阁公布为第二批丽江市文物保护单位。